# Cariprazina
A cariprazina (nomes comerciais: Vraylar, Reagila, entre outros) é um antipsicótico atípico usado no tratamento da esquizofrenia, episódios maníacos e depressivos do transtorno bipolar. Atua principalmente como agonista parcial dos receptores D2 e D3 de dopamina, com seletividade maior  para o receptor D3. Os resultados positivos dos ensaios clínicos de Fase III para tratamento esquizofrenia e mania foram publicados em 2012, e para transtorno bipolar tipo I depressão de um estudo de Fase II em 2015. Também é potencialmente útil como terapia complementar no transtorno depressivo maior.
Nos Estados Unidos, a droga foi aprovada para comercialização pela FDA em 17 de setembro de 2015.

## Usos médicos
A cariprazina é usada para tratar esquizofrenia e episódios maníacos, depressivos ou mistos associados ao transtorno bipolar I. Em estudo randomizada, a cariprazina melhorou consistentemente os sintomas depressivos em um espectro de pessoas com depressão bipolar I, e tem sido considerada um tratamento eficaz e bem tolerado para a doença.

## Efeitos colaterais
Os efeitos colaterais costumam aparecer dentro de um dia após o início da administração de cariprazina. Os mais comuns da incluem acatisia e insônia . A cariprazina não parece afetar os níveis de prolactina e, ao contrário de outros antipsicóticos, como o haloperidol, não prolongou o intervalo QT em exames via eletrocardiograma (ECG). Em ensaios clínicos de curta duração foram observados efeitos extrapiramidais, sedação, acatisia, náuseas, tonturas, vómitos, ansiedade e obstipação. Uma revisão caracterizou a frequência desses eventos como "não muito diferente daquela observada em pacientes tratados com placebo", mas em outra revisão de literatura a incidência de distúrbios do movimento foi classificada como "muito alta".
Mais estudos são necessários para a avaliação dos efeitos colaterais; e as caixas do fármaco acompanham a mensagem de que a "possibilidade de alterações lenticulares ou catarata não pode ser excluída neste momento".

## Farmacologia

### Farmacodinâmica
| Local                                                                                              | Ki (nM) | IA (%) | Açao             |
| -------------------------------------------------------------------------------------------------- | ------- | ------ | ---------------- |
| 5-HTHT1A                                                                                           | 2.6     |        | Agonista parcial |
| 5-HTHT2A                                                                                           | 18,8    |        | Antagonista      |
| 5-HT2B                                                                                             | 0,58    |        | Antagonista      |
| 5-HT2C                                                                                             | 134     |        | Agonista inverso |
| 5-HT7                                                                                              | 111     |        | Antagonista      |
| α1A                                                                                                | 155     |        | Antagonista      |
| D2                                                                                                 | 0,49    | ~40%   | Agonista parcial |
| D2                                                                                                 | 0,69    | ~40%   | Agonista parcial |
| D3                                                                                                 | 0,085   | ~60%   | Agonista parcial |
| H1                                                                                                 | 23.2    |        | Antagonista      |
| mACh                                                                                               | >1.000  |        | Antagonista      |
| Quanto menor o valor de Ki, mais fortemente o fármaco se liga ao sítio; IA = atividade intrínseca. |         |        |                  |

A cariprazina se difere dos antipsicóticos que são antagonistas dos receptores D2 e 5HT-2A, atuando como agonista parcial parcial dos receptores D2 e D3 de doaina. Também tem uma maior afinidade para os receptores D3.. Os receptores D2 e D3 são alvos importantes para os estudos de tratamento da esquizofrenia, pois a super-estimulação dos receptores de dopamina foi associada em ensaios como uma das possíveis causas de esquizofrenia.
A cariprazina atua inibindo os receptores de dopamina (agindo como antagonista) e estimulando os mesmos receptores quando os níveis endógenos de dopamina estão baixos. A alta seletividade da cariprazina em relação aos receptores D3 foi associada aos efeitos colaterais mais brandos se comparado a outras drogas antipsicóticas, visto que os receptores D3 estão situados sobretudo no corpo estriado ventral e não se relacionam aos efeitos motores e extrapiramidais dos medicamentos que atuam na região do corpo estriado .
A cariprazina também atua nos receptores 5-HT-1A, embora a afinidade seja consideravelmente menor do que a afinidade com os receptores de dopamina, como observados em estudos aplicados em macacos e ratos). Nos mesmos estudos, observou-se que a cariprazina produz efeitos que melhoram a cognição, cujos mecanismos estão sob investigação. Um exemplo de efeito pró-cognitivo ocorreu em ensaios pré-clínicos com ratos: os ratos que receberam cariprazina tiveram melhor desempenho em um teste de memória e aprendizado no labirinto aquático de Morris. O efeito parece estar associado ao mecanismo de ação sobre os receptores de dopamina, embora mais estudos precisem ser realizados. Este resultado pode ser muito útil para a esquizofrenia, pois um dos sintomas inclui déficits cognitivos.

### Farmacocinética
A cariprazina tem alta biodisponibilidade oral e pode atravessar facilmente a barreira hematoencefálica em humanos por ser lipofílica. Em ratos, a biodisponibilidade oral foi de 52% (com uma dose de 1 mg/kg).
A cariprazina é metabolizada sobretudo pela isoenzima do citocromo P450 3A4 (CYP3A4), com metabolismo menor pela enzima CYP2D6. A cariprazina não induz a produção de CYP3A4 ou CYP1A2 no fígado e inibe de forma fraca e competitiva o CYP2D6 e o CYP3A4.

## Pesquisas clínicas
A cariprazina ainda é objeto de estudos por seu potencial como tratamento adjuvante na depressão resistente ao tratamento (depressão refratária), embora os primeiros resultados não tenham sido positivos.